# Основинці
Осно́винці — село в Україні, у Краснокутській селищній громаді Богодухівського району Харківської області. До 2020 орган місцевого самоврядування — Краснокутська селищна рада. Населення — 639 осіб (станом на 2001 рік).

## Географія
Село Основинці знаходиться на північному заході від обласного центру — міста Харкова — в лісостеповій зоні України; на правому березі річки Мерла. Примикає до центру колишнього Краснокутського району — селища Краснокутська — і села Чернещина. Поруч проходить автомобільна дорога Т 1701—Т 1702. В Основинцях знаходиться Краснокутський дендропарк і Краснокутська дослідна станція садівництва.

### Клімат
Клімат Основинців, як і Краснокутська, — помірно континентальний. Зима починається в середині листопада. І тоді переважає хмарна погода, відносна вологість збільшується до 80-90 %. Сніговий покрив зберігається в середньому 100—110 днів. Взимку випадає близько 20-25 відсотків річної кількості опадів, переважно — сніг. Зима з частими відлигами, інколи настільки інтенсивними, що поверхня землі залишається взагалі без снігу. Найхолодніший місяць — січень. Його абсолютний мінімум — 40 °C.
Весна починається в останніх числах березня. У квітні можливе пониження нічної температури до — 10-15 °С. Бувають снігопади. Весна часто затяжна і супроводжується поверненням холоду.
Літо починається всередині травня. Воно тепле, помірне, інколи — жарке, з невелими опадами. Найтепліший місяць — липень. Максимальна температура — +39 °C.

## Історія
Про хутір Основинці є згадки, датовані ще початком XVIII століття. Маєток Основинці згадується в описаних землях, які перейшли в російську державну казну від полковника Охтирського слобідського полку Івана Перекрестова в 1704 році.
У 1770 році Катерина II подарувала маєток полковнику у відставці Назару Олександровичу Каразіну.
Згодом хутір і маєток успадкував один із синів Назара Каразіна — Іван Назарович Каразін. У кінці XVIII століття він заклав в Основинцях, у глибокому яру, на облаштованих терасах дендропарк.
У 1804 році в хуторі Основинці проживало 186 чоловіків і 191 жінка. Земельний наділ становив 775 десятин і 1776 квадратних сажнів.
|  | ...Лежить над яром Плоским, а простягається по обидва боки його і ближнього — Ольшанського. В ньому дерев'яний панський будинок. Якість землі хліборобна — чорнозем. Ліс росте дровяний дубовий. Кленовий, осиковий і горіховий. Селяни мають пашню, орють своє та поміщицьке, обробляють сінокос. Торгівлю не ведуть. Оригінальний текст (рос.) ... Лежит над оврагом Плоским, а дачею простирается по обе стороны онаго и ближнего Ольшанского. В ней деревянный господский дом. Качество земли хлебородное – чернозем. Лес растет дровяной и строевой дубовый. Кленовый, осиновый и ореховый. Крестьяне состоят на пашне пожитком средственны, обрабатывают для себя и помещика пахать и сенокос. Торгов никаких не имеют» . |

Після смерті Івана Назаровича Каразіна (у 1836 році) його справу, маєток та хутір успадкував (з 1857 року) син, штабс-ротмістр у відставці Іван Іванович Каразін.
Завдяки дендропарку Каразіних по Лівобережній Україні поширились рідкісні для цього краю культури: блакитна та срібляста ялина, біла акація, морозостійкі персики, теплолюбні сорти груш та яблук.
У записці керуючого харківською повітовою канцелярією на ім'я Міністра фінансів від 1903 року зазначено:
|  | Протягом цілого століття Каразіни, не жалкуючи сил та грошей, придбали для своїх розсадників у закордонних і російських садівничих закладах та у приватних осіб сорта плодових дерев і кущів, які чимось заслуговували уваги, але поширювали їх тільки після багаторічних випробувань. Оригінальний текст (рос.) В течение целого столетия Каразины, не жалея трудов и денежных затрат, приобрели для своих питомников в заграничных и русских садовых заведениях и от частных лиц сорта плодовых деревьев и кустарников, которые почему-либо заслуживали внимания, но распространяли их лишь после многолетнего испытания». |

Основинський акліматизаційний сад — таку першу назву отримав дендропарк при маєтку Івана Івановича Каразіна. Після революції 1917 року парк перейшов у володіння обласної сільськогосподарської дослідної станції.
Дендропарк дуже постраждав у роки радянсько-української (1917—1921) і німецько-радянської (1941-1945) війни. А почав відроджуватися лише у 1957 році і отримав нову назву — Краснокутський дендропарк.
12 червня 2020 року розпорядженням Кабінету Міністрів України № 725-р «Про визначення адміністративних центрів та затвердження територій територіальних громад Харківської області», село увійшло до складу Краснокутської селищної громади.
19 липня 2020 року, в результаті адміністративно-територіальної реформи та ліквідації Краснокутського району, село увійшло до складу Богодухівського району.

## Сучасність
Щороку в село Основинці на екскурсії в Краснокутський дендропарк приїздять тисячі туристів з України та з-за кордону.
Від Харкова до Основинців на рейсовому автобусі — півтори години їзди (через Краснокутськ).
Основинці знаходяться на горі, за три кілометри від Краснокутська. Село тягнеться довгою вулицею, аж до основних будівель Краснокутської дослідної станції садівництва, яка прийшла на зміну обласній сільськогосподарській дослідній станції.
Дендропарк схований в глибокову вузькому яру. Потрібний поворот можна знайти по вказівнику «Дендропарк».

## Відомі люди

Вулиця імені Анатолія Левченка в Основинцях

- Каразін Назар Олександрович — полковник, герой російсько-турецької війни 1768—1774 років, батько Василя та Івана Назаровича Каразіних.
- Каразін Василь Назарович — український вчений, винахідник, громадський діяч, засновник Харківського університету.
- Каразін Іван Назарович — громадський діяч, акліматизатор, засновник Краснокутського дендропарку.
- Каразін Іван Іванович — громадський діяч, акліматизатор, син Івана Назаровича і продовжувач його справи.
- Анатолій Левченко — Герой Радянського Союзу, космонавт-дослідник. Його ім'я носить одна з вулиць села.